# Balša III.
Balša III. Stracimirović (* 1386; † 1421) war ein serbischer Fürst in Montenegro aus der Herrscherfamilie der Balšići. Er regierte als letzter seiner Familie über die Zeta.

## Herkunft

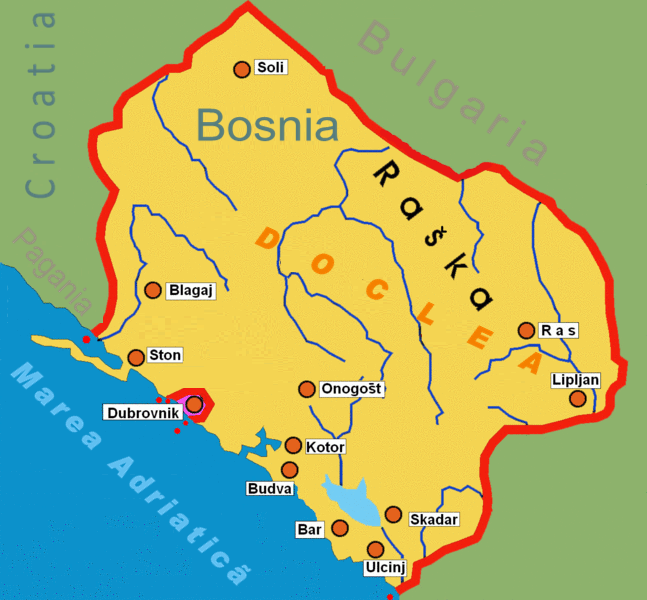
Das Königreich Dioklitien unter Konstantin Bodin

Über die Herkunft der Familie ist wenig bekannt, so dass es darüber verschiedene Ansichten gibt.
Nach Aussage der Balšić selbst wäre ihre Herkunft mit der der Nemaniden verbunden.
Laut Giuseppe (Priestermönch aus dem Kloster Tronoša) stammten die Balšić in Frauenlinie von den Nemaniden ab und zwar von Vukan Nemanjić, dem König von Dioklitien. Diese Behauptung wird auch durch die Äußerung von Đurađ II. Balšić bestätigt, der in einer Urkunde vom 27. Januar 1386 die Erinnerung an seine verehrten Vorfahren Simeon Nemanja und Sava wachruft.

„[...] молитвама и мољењима светих мојих прародитеља Симеона Немање, првога мироточца српскога и светитеља Саве [...]“

Gemäß dem ragusanischen Geschichtsschreiber Mavro Orbini (1601) stammten die Balšić von Balsa, einem „sehr armen Herr von Zenta“ ab, der zu Lebzeiten des serbischen Kaisers Stefan Uroš IV. Dušan nur einen kleinen Weiler besaß.

Ungefähres Aussehen des Emblems auf dem Dinar von Đurađ I. Balšić

Wappen der Herren von Les Baux

Laut dem französischen Historiker Charles du Fresne (1680) seien die Balšići französischer Abstammung, da sie das Wappen der aus der Provence kommenden Les Baux hätten: ein goldener Stern in einem roten Feld. Sie wären mit Karl I., König von Sizilien (1266–1282) nach Italien gekommen, wo sie den Nachnamen Del Balzo angenommen hätten. So hätten sie mit den Anjou die  Adria überkehrt als diese 1272 „nach Dalmatien vordrangen und Durazzo und andere benachbarte Städte eroberten“ und Karl I. das Regnum Albaniae proklamierte.
Von Professor Giuseppe Gelcich aus Ragusa (1899) erfährt man, dass die „Balša, die andere auch Baoša, Balsich und Bolšié nennen, bereits 1304 zu Zeiten von Stefan Uroš II. Milutin als Magnaten des serbischen Hofes verzeichnet wurden als Matteo, Botschafter der Königin aus Bar [wahrscheinlich Simonida], sich in Ragusa aufhielt“.
„Als Ahnherr der Balša erscheint Balša I., wohl ein Feldherr von Dusan's und der identisch mit jenem Balsa Barinič Bivolitschič den Stefan Uroš V. 1357 neben Triphon Bua zum Herrn von Meleda ernannte.“ (1868)
Während der deutsche Historiker Edgar Hösch die Balšići als einheimische albanische Familie erwähnt, die nach 1355 politische Macht erlangten, war diese Familie laut dem deutschen Historiker Peter Bartl „wahrscheinlich serbischer Herkunft“. Der englische Historiker und Akademiker Noel Malcolm betrachtet die Balšići albanischer Abstammung, kulturell aber stark „serbisiert“.
Der deutsche Linguist Gustav Weigand geht von einer Mischung albanisch-aromunischer Herkunft aus, nachdem er den Nachnamen auf einer Liste alter albanischer Namen in Rumänien gefunden hatte, während Noel Malcolm eine albanisch-slawischen Vermischung der Familie erwähnt. Dies entspricht der Darstellung bei Oliver Jens Schmitt:

„Bald aber kristallisierte sich die überragende Stellung der Balsha heraus, die aus dunklen Anfängen die Kontrolle über die konfessionelle und ethnische Symbiosezone der Zeta errangen. Sie selbst waren ein Produkt dieses Verschmelzens von albanischen mit slawischen und romanischen Elementen, und eben deshalb lässt sich ihre ethnische Herkunft von der modernen Wissenschaft kaum bestimmen. Es ist müssig über eine ethnische albanische, serbische oder wlachische Herkunft zu spekulieren, wenn das Ergebnis mehr heutigen Interessen als dem Verständnis des nordalbanischen Kulturraums dient.“

Während Ivan Stepanovich Yastrebov (1839–1894), russischer Konsul in Shkodra und Prizren, den Namen mit der antiken römischen Stadt Balec verband, das nahe dem heutigen Shkodra lag, spricht Robert Elsie von einer „vermutlich slawischen Abstammung“.

## Leben
Balša war der Sohn des Fürsten Đurađ II. Balšić und dessen Frau Jelena, einer Tochter des Fürsten Lazar Hrebeljanović.
Als sein Vater 1403 starb, folgte ihm Balša III. als 17-Jähriger in der Herrschaft. Zu Anfang hatte seine Mutter großen Einfluss auf die Regierungsgeschäfte. Jelena sorgte für eine enge politische Anbindung der Zeta an das Serbien Stefan Lazarevićs. Auf diese Weise versuchte sie die Unabhängigkeit des Balšić-Fürstentums zu wahren, welches Anfang des 15. Jahrhunderts zwischen den damaligen Großmächten Venedig und den Osmanen aufgerieben zu werden drohte.
1419 begann Balša III. einen unglücklichen Krieg gegen die Venezianer, um verlorene Küstengebiete bei Kotor und Bar zurückzugewinnen. Kurz vor seinem Tod übertrug er sein Fürstentum 1421 an Stefan Lazarević, der es an seinen Neffen Đurađ Branković weiterreichte. Damit endete die Herrschaft der Balšić in Montenegro. Statt ihrer konnten alsbald die Crnojevići für einige Jahrzehnte eine eigenständige Herrschaft errichten.